# (10500) Nishi-koen
(10500) Nishi-koen est un astéroïde de la ceinture principale.

## Description
(10500) Nishi-koen est un astéroïde de la ceinture principale. Il fut découvert le 3 avril 1987 à Ayashi par Masahiro Koishikawa. Il présente une orbite caractérisée par un demi-grand axe de 2,68 UA, une excentricité de 0,20 et une inclinaison de 11,1° par rapport à l'écliptique.

## Compléments